# 배 종

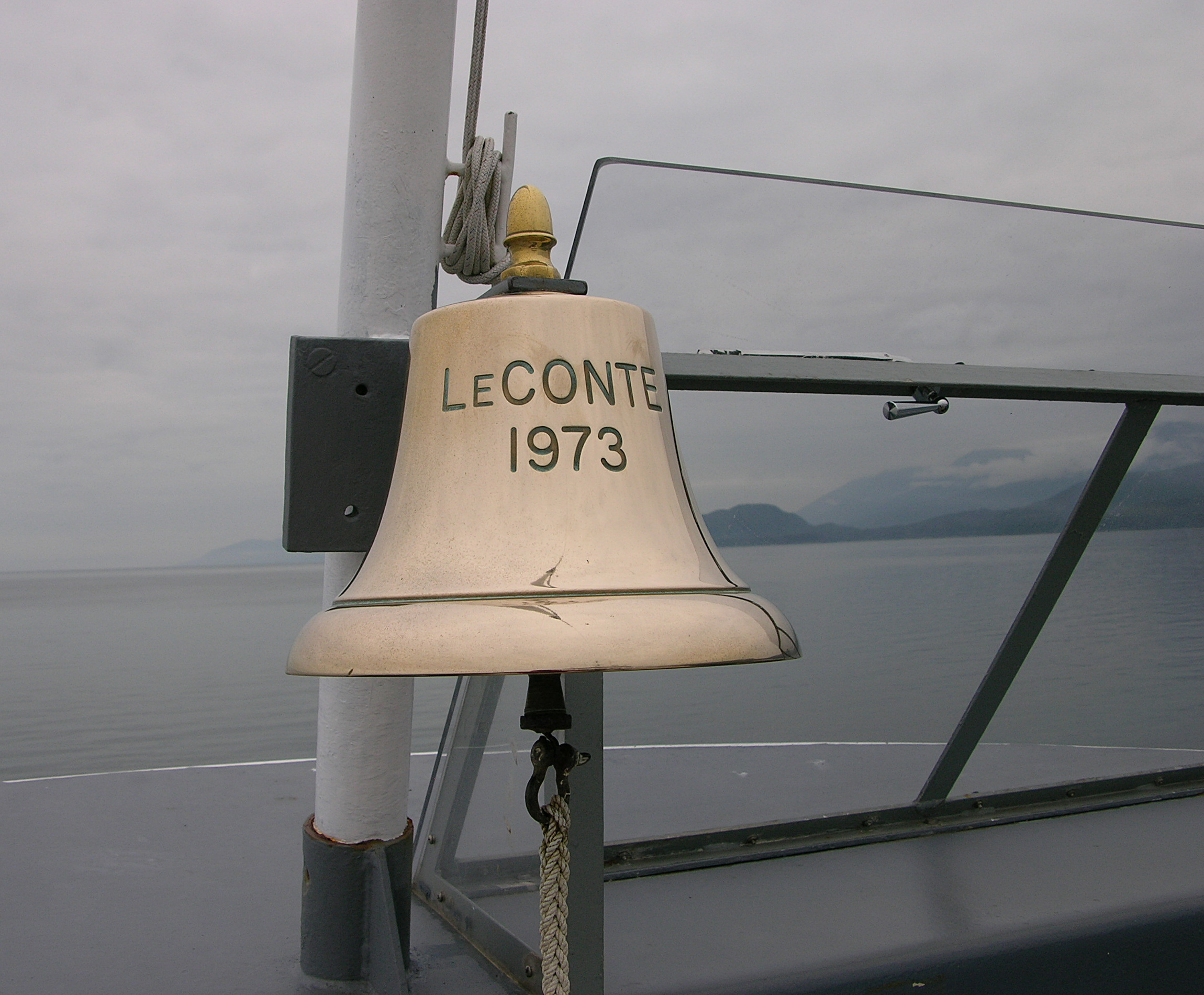
선박 종

배 종(영어: Ship's bell, 독일어: Schiffsglocke, 튀르키예어: Gemi kampanaları)은 승선 시간을 알리는 데 쓰이는 종이다.

## 같이 보기
- 선박